# Swagger (serie televisiva)
Swagger è una serie drammatica sportiva statunitense creata da Reggie Rock Bythewood. La serie si ispira all'esperienza dell'attuale star NBA Kevin Durant, e viene presentata in anteprima il 29 ottobre 2021 su Apple TV+. Nel giugno del 2022 viene rinnovata con una seconda stagione. 

## Trama
Swagger esplora il mondo del basket giovanile e i giocatori, le loro famiglie e gli allenatori che camminano sulla linea sottile tra sogni e ambizione, opportunismo e corruzione.

## Personaggi e interpreti

### Personaggi principali
- O'Shea Jackson Jr.: Ike “Icon” Edwards
- Isaiah Hill: Jace Carson
- Shinelle Azoroh: Jenna Carson
- Tessa Ferrer: Meg Bailey
- Quvenzhané Wallis: Crystal Jarrett
- Caleel Harris: Musa Rahim
- James Bingham: Drew Murphy
- Solomon Irama: Phil Marksby
- Ozie Nzeribe: Royale Hughes
- Jason Rivera-Torres: Nick Mendez
- Tristan Wilds: Alonzo Powers

### Personaggi secondari
- Christina Jackson: Tonya Edwards, moglie di Ike
- Marc Blucas: Coach Bobby, allenatore di una squadra rivale
- Sean Baker: Naim Rahim, vice allenatore degli Swagger e padre di Musa
- Jordan Rice: Jackie Carson, figlia di Jenna e sorella maggiore di Jace
- Al Mitchell: Coach Warrick, allenatore di pallacanestro di Crystal che abusa delle sue giocatrici
- Javen Lewis: Vince Charles, un giocatore degli Swagger
- Tracey Bonner: Angie Jarrett, madre di Crystal
- Marti O. Pruitt: Jeremiah Jarrett, padre di Crystal
- Miles Mussenden: Brett Hughes, padre di Royale e un finanziatore degli Swagger
- Misha Gonz-Cirkl: Teresa Mendez, madre di Nick
- Avery Serell Wills Jr.: Ricky, un giocatore degli Swagger
- Nadej K. Bailey: Tamika, l'interesse amoroso di Musa
- Kurt Lamarr: Coach Charlie Edwards, padre di Ike
- Arischa Conner: Apocalypse Anne
- Katie Killacky: Eva Murphy, madre di Drew

### Ospiti
- Andrew C. Williams: Kai
- Robert Crayton: Barber Marvin
- Jared Wofford: Harold Phillips
- Gwen L. Johnson: Cynthia
- Brian K. Landis: Warren Murphy

## Episodi

### Stagione 1 (2021)
| N. | Titolo originale | Titolo italiano            | Prima TV         |
| -- | ---------------- | -------------------------- | ---------------- |
| 1  | NBA              | NBA                        | 29 ottobre 2021  |
| 2  | Haterated        | Vipere                     | 29 ottobre 2021  |
| 3  | Mano a Mano      | Faccia a faccia            | 29 ottobre 2021  |
| 4  | We good?         | Tutto a posto?             | 5 novembre 2021  |
| 5  | 24 Hour Person   | Persona "ventiquattro ore" | 12 novembre 2021 |
| 6  | All on the Line  | Tutto per tutto            | 19 novembre 2021 |
| 7  | #RADICALS        | #ESTREMISTI                | 25 novembre 2021 |
| 8  | Still I Rise     | Mi solleverò ancora        | 3 dicembre 2021  |
| 9  | Follow-Through   | Follow- Through            | 10 dicembre 2021 |
| 10 | Florida          | Florida                    | 17 dicembre 2021 |

### Stagione 2 (2023)
| N. | Titolo originale        | Titolo italiano        | Prima TV       |
| -- | ----------------------- | ---------------------- | -------------- |
| 1  | The World Ain't Ready   | Il mondo non è pronto  | 23 giugno 2023 |
| 2  | 18                      | 18                     | 30 giugno 2023 |
| 3  | Rise + Fall             | SALITA+CADUTA          | 7 luglio 2023  |
| 4  | Through the Fire        | Attraverso il fuoco    | 14 luglio 2023 |
| 5  | Are We Free?            | Siamo liberi?          | 21 luglio 2023 |
| 6  | Jace + Crystal          | Jace + Crystal         | 28 luglio 2023 |
| 7  | Homecoming              | Ritorno a casa         | 4 agosto 2023  |
| 8  | Journey and Destination | Viaggio e Destinazione | 11 agosto 2023 |

## Produzione

### Sviluppo
Apple ha iniziato a sviluppare il progetto nel febbraio 2018 ed è stato ordinato a dicembre 2018 come serie televisiva drammatica sportiva intitolata Swagger di Kevin Durant e Reggie Rock Bythewood. Bythewood sarà lo showrunner, sceneggiatore, regista e produttore esecutivo con Durant, Brian Grazer, Francie Calfo, Rich Kleiman e Samantha Corbin Miller come produttori esecutivi. Il 15 giugno 2022, Apple ha rinnovato la serie per una seconda stagione. 

### Casting
Nell'ottobre 2019, Deadline Hollywood ha riferito che Winston Duke è stato scelto come protagonista, ma nel febbraio 2020 Duke ha subito un infortunio sul set ed è stato sostituito con O'Shea Jackson Jr. Il 9 luglio 2020, Quvenzhané Wallis si è unita alla serie nel ruolo di Crystal, e il 15 gennaio 2021, Isaiah Hill, Shinelle Azoroh, Tristan Mack Wilds, Caleel Harris, Tessa Ferrer, Jason Rivera, Solomon Irama, Ozie Nzeribe e James Bingham è stato rivelato che  erano stati scelti. L'11 agosto 2022, Orlando Jones e Shannon Brown si sono uniti al cast come personaggi regolari della serie, mentre Christina Jackson e Sean Baker sono stati promossi a personaggi regolari della serie per la seconda stagione.

### Riprese
Oltre al casting di Winston Duke, Deadline Hollywood ha riferito che le riprese sarebbero avvenute nell'ottobre 2019. Dopo l'infortunio di Duke nel febbraio 2020, le riprese sono state ritardate a causa della rifusione e sono state ulteriormente ritardate a causa della pandemia di COVID-19. Entro dicembre 2020, le riprese sono ricominciate a Richmond, in Virginia, con le riprese che si sono svolte anche a Hopewell, in Virginia, nel marzo 2021. Nell'aprile 2021, le riprese della serie sono terminate.